# Johann Vorbrook
Johann Vorbrook (* 24. August 1900 in Coesfeld; † unbekannt) war ein deutscher Politiker (SPD).
Vorbrook war von Beruf Kaufmann. Während des Zweiten Weltkriegs leistete er in einem Bewährungsbataillon Kriegsdienst. Vom 30. Juli 1946 an war er Mitglied des ersten ernannten Landtags von Schleswig-Holstein und saß dort im Euthanasieausschuss.